# NK ZET Zagreb
Nogometni klub Zagrebački električni tramvaj Zagreb hrvatski je nogometni klub iz Zagreba, sa Savice. Klub je osnovan 1927. godine. U sezoni 2024./25. se natječe u 1. Zagrebačkoj nogometnoj ligi.

## Povijest
Osnovan je 1927. pod imenom ZET. Klupske boje 1932. bile su bijela i plava.
Najbolje rezultate prije Drugog svjetskog rata klub je postigao u periodu od 1933. godine do 1938. godine kada je napredovao iz III. razreda do I. A razreda Zagrebačkog nogometnog podsaveza. Bio je prvak III. razreda 1933. godine, prvak II. razreda 1935. godine, prvak I. B razreda 1936. godine i prvak I. A razreda 1938. godine.
Godine 1943. spojio se s Jarunom. Raspušten je 6. lipnja 1945. odlukom ministra narodnog zdravlja FD Hrvatske. Poslije Drugog svjetskog rata bio je dio FD Dinamo Zagreb, tada u sastavu sindikata komunalaca. Klub je obnovljen 1949.
Nakon ujedinjena s Cestogradnjom klub je od 1987. do 2001. nosio naziv ZET-Cestograd. U novije vrijeme najveći uspjeh ostvario je u sezoni 1999./00. plasmanom u Treću hrvatsku nogometnu ligu te 2. mjesto u 3. HNL – Središte 2001./02. Od 2001. ponovno nosi ime ZET. Status trećeligaša zadržava sve do sezone 2005./06.

## Poznati igrači
- Antonio Marin
- Siniša Oreščanin
- Marko Pjaca

## Poznati treneri
- Ivica Belošević

## Vanjske poveznice
- Profil, HNS Semafor